# チャールズ・ファジーノ
チャールズ・ファジーノ（Charles Fazzino, 1955年 - ）は、アメリカ合衆国の芸術家。3Dポップアートスタイルで知られる。

## 概要
3Dポップアートの第一人者であるファジーノは2000年より現在に至るまでアメリカオリンピック委員会公式アーティストとして活躍中。自身で描いた原画をもとに主にシルクスクリーン版画で複製し、その版画シートを手作業でパーツごとに切り取り二重三重に重ねて貼り付けていく3Dアート技法が特徴。長年に渡りスーパーボウル、MLBオールスターゲームの公式作品を制作し、ディズニー・ライセンスアーティストに選出されるなど輝かしい経歴を持っている。また多くの著名人がファジーノのコレクターであることも有名。

## 経歴

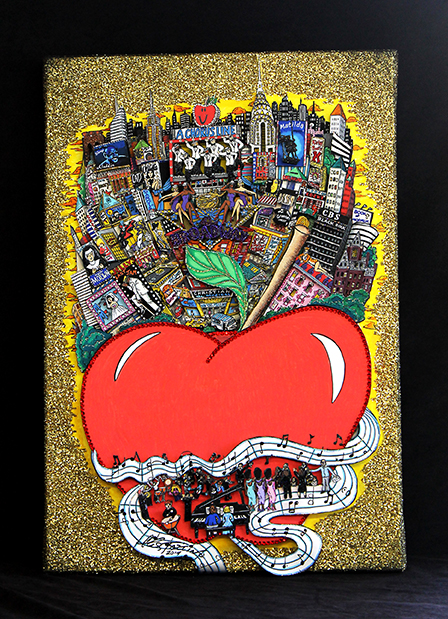
Front view of "Raining Gold" by Charles Fazzino

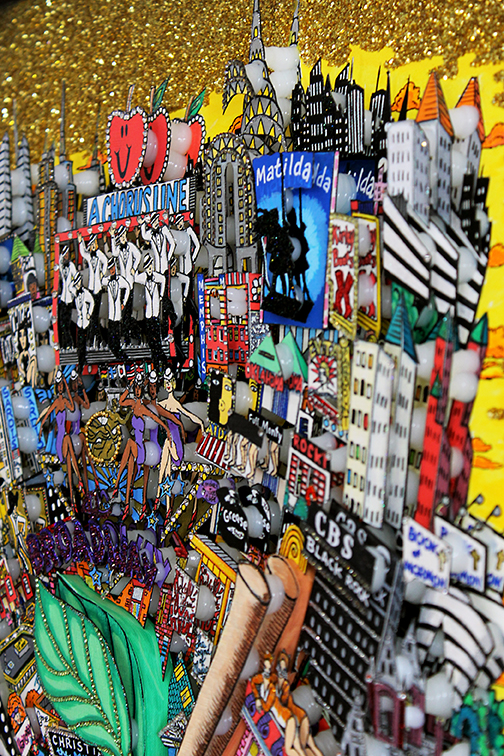
Side view of "Raining Gold", showing the 3D design of the artwork

1955年ニューヨークに生まれる。パーソンズでアートを学んだ後、1977年、スクール・オブ・ビジュアルアートでファインアートの学士号を取得。ストリート・アーティストとして活動を始める。
その後、ウォルト・ディズニー・カンパニー、ユニバーサル・スタジオ、ワーナー・ブラザース、20世紀フォックス、メジャーリーグベースボール（MLB）、ナショナル・フットボール・リーグ（NFL）、ナショナルホッケーリーグ（NHL）、マリリン・モンロー、ジェームズ・ディーン、エルビス・プレスリーほか多数のタイアップ作品（3Dポップアート）を制作。アメリカを代表するポップアートの第一人者となり、その地位を確立していく。
1999年には、アメリカオリンピック委員会のオフィシャルアーティストに抜擢され、シドニー、ソルトレイク、アテネ、トリノ、北京、バンクーバー、ロンドン、ソチ、リオデジャネイロ、平昌、東京五輪の公式ポップアート作品を制作する。
アメリカ最大のイベント、スーパーボウル（アメリカンフットボール）や、MLBオールスターゲーム、また、グラミー賞、インディ500カーレース、ブリックヤード400カーレース、ベルモントステークス競馬、カントリーミュージック協会賞、デイタイム・エミー賞、デイトナ500カーレース、ナスカー・アクセラレーションなどの公式ポップアート作品を手がける。
日本ではテレビ番組「たけしの誰でもピカソ」や「NHKニューステラス関西」に出演。また、山梨県のフジヤマミュージアムにオリジナル・3Dポップアート作品が収蔵されている。
1992 - 1998年に読売新聞社主催の展覧会や、全国各地の百貨店・ギャラリーで個展を開催している。
ポップアート作品のコレクターには、クリントン元米大統領夫妻、マイケル・ジョーダン、ポール・マッカートニー、ジュリア・ロバーツ、とんねるず石橋貴明、元サッカー日本代表高原直泰などの著名人をはじめ、ユニセフ、国際赤十字など数々の有名団体、企業などがあげられる。

## 手がけたイベントの公式作品（一部抜粋）

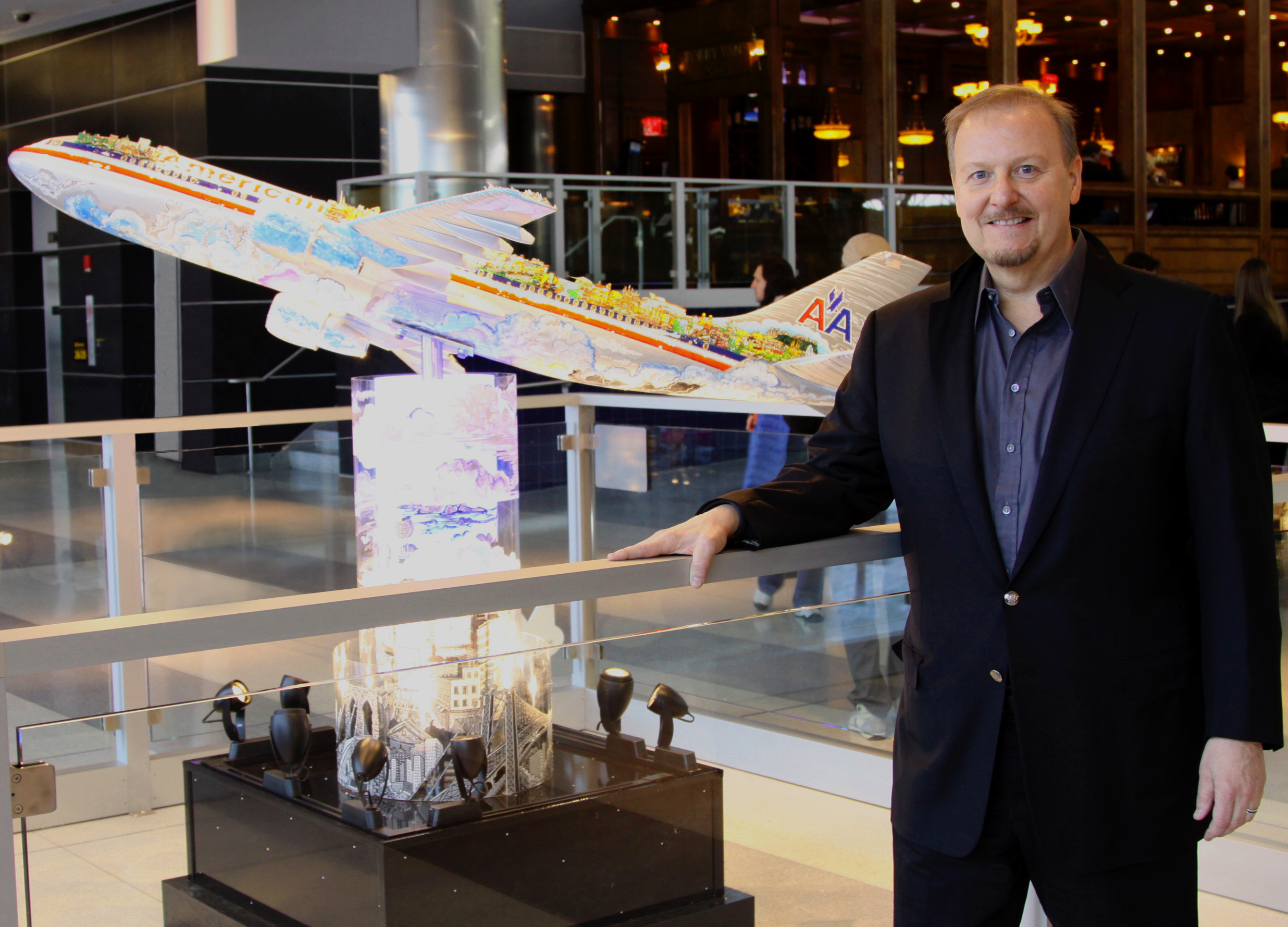
Charles Fazzino with 3-D popart plane sculpture at JFK airport

- 2021 - 2001年：NFLスーパーボウル（第35～55回）
- 2021 - 2007年/2005～2003年：MLBオールスターゲーム
- 2020 - 2000年：オリンピックゲーム
- 2019年：東京2020オリンピック公認作品
- 2014年：USA7人制ラグビートーナメント
- 2013年：ナショナル・ジェファーソン・アワード
- 2010年：ワールドカップサッカー
- 2010年：上海万博公認作品
- 2009 - 2014年：JFK空港アメリカン航空ターミナル
- 2009年：ポーリー・ジャズフェスティバル
- 2008年：国際オートショウ
- 2007 - 2008年：NHLオールスターゲーム
- 2006 - 2011年：デイタイム・エミー賞
- 2006年：中日ドラゴンズ70周年記念作品
- 2006年：ナスカー・アクセラレーション
- 2006年：デイトナ500
- 2005 - 2007年：ベルモント・ステークス (G1)
- 2005 - 2006年：カントリー・ミュージック・アワード
- 2005年：愛・地球博公認作品
- 2005年：ブリックヤード400
- 2004年：インディ500
- 2004年：グラミー賞